# Léopold Levaux
Pour les articles homonymes, voir Levaux.
Léopold Levaux, né à Liège le 9 février 1892, décédé à Liège le 20 mai 1956, est un résistant belge, militant chrétien et un militant wallon.
Léopold Levaux fait de brillantes études secondaires, entre en 1910 à l'Administration des télégraphes où son chef est Walthère Dewé qui jouera un rôle capital dans sa conversion au catholicisme en 1914 Il reprend des études de romaniste  1911 en formation accélérée notamment sous la houlette de Maurice Wilmotte et en 1913 est nommé professeur de français à l'Ecole impériale de Samara-sur-Volga.
La guerre le surprend malgré tout à Liège le 4 août alors qu'il est en congé. Après bien des péripéties il est brancardier sur le Front de l'Yser en 1916. En  1919 il est professeur de français à l'Athénée de Liège puis commence une carrière professorale à l'Université de Liège. Il collabore à La Terre wallonne de 1919 à 1921 puis des désaccords naissent entre lui et Élie Baussart, parce que Levaux est un converti pas toujours d'accord avec l'ouverture de la revue sur le monde non-chrétien et également parce qu'il n'est pas régionaliste à l'époque.

## Le critique littéraire catholique
Léopold Levaux avait des contacts avec les milieux littéraires et intellectuels français, notamment Jacques Maritain et Raïssa Maritain qui signale sa présence et celle de son épouse chez Léon Bloy  - deux « admirateurs passionnés » de cet écrivain - dans les dernières semaines avant sa mort .
L’Académie française lui décerne le prix Kastner-Boursault en 1935, le prix Kornmann en 1939 et le prix de la langue française en 1949.

### Le réalisme et le roman catholique
Pour Levaux, « L'histoire du roman, de la Princesse de Clèves à la Recherche du temps perdu, de Proust au Grand Meaulnes, d'Alain-Fournier au Journal de Salavin de Duhamel, au Visionnaire de Julien Green, de Bernanos au Nœud de vipères de Mauriac, à Augustin ou Le Maître est là de Malègue, bref depuis 1677 à 1935, c'est-à-dire pendant les deux cent cinquante dernières années, cette histoire peut se définir par une lutte mentale, intellectuelle, esthétique, littéraire et sociale aussi pour la conquête de plus en plus étendue et de plus en plus profonde du réel - humain, subhumain et surhumain - par le roman .»
Le réalisme peut se situer à plusieurs niveaux: 1) La reproduction (...) littérale et photographique  du réel; 2) le réalisme de l'intériorité; 3) le réalisme intégral ou catholique.

### Joseph Malègue
Levaux considérait Joseph Malègue comme le plus important romancier catholique de son temps, au nom de sa conception du réalisme. Sous le titre Un grand romancier catholique se révèle, il écrit dans l'hebdomadaire La Liberté de Fribourg, à propos d'Augustin ou Le Maître est là : « Le réalisme catholique dans le roman français, Malègue, vous l'avez attiré à vous d'une forte prise. Vous en êtes dès à présent pour moi le premier maître ». Pour Levaux, selon Philippe van den Heede « La qualité supérieure de Malègue qui le lui fait préférer à Proust, consiste, selon le critique belge, dans le fait que l'extrême ténuité des analyses ne s'abîme pas sur le « vide » ou le « mat », mais pénètre et enveloppe « le mystère substantiellement inhérent à la vie » : c'est le « 3e plan, beaucoup plus intérieur encore que le plan purement psychologique ». Cet écrivain  possède ce « dernier mouvement de l'esprit » - selon les paroles de Jacques Rivière - qui le conduit « au contact de ce qui ne se voit pas, mais qui est plus précieux que ce qui se voit ; cet effort vers l'invisible, vers l'inscrutable, qui achève tout, Malègue, qui n'est pas naïf, mais terriblement lucide, le fournit toujours et à fond. Le sens du mystère correspond admirablement chez lui à la clairvoyance ». Pour le critique belge, Malègue est parvenu à atteindre « ce fond » de l'homme qui est l'âme et réalise de ce fait l'élargissement maximal auquel pouvait prétendre le réalisme dans le roman.» Pour Levaux, Malègue est « un maître parmi ceux de nos romanciers catholiques qui se sont attachés à peindre la vie réelle, la vie contemporaine dans la formule du roman réaliste [il est] au-dessus de Bernanos, de Mauriac. Ce classement pour désagréable qu'il soit, est pourtant nécessaire pour faire sentir devant qui nous nous trouvons.»

## L'opposition au rexisme puis à Léopold III
Il s'oppose vivement au Rexisme avec Walthère Dewé et fonde avec lui un groupe chrétien antifasciste Unitas catholica.

Le lendemain de l'attaque allemande du 10 mai 1940, son fils, Philippe, est tué. Il entre dans la résistance. Son influence dans les milieux chrétiens liégeois est si grande que le 11 juillet 1942, le Cardinal Van Roey désireux de sonder l'opinion catholique tant en Flandre qu'en Wallonie le reçoit longuement avec d'autres personnalités catholiques. Quand le Cardinal estime qu'il faut admirer le roi, Levaux rétorque: We mogen niet vervallen in de kinderachtige idolâtrie waar zoveel katholieken en religieuze in vervallen, meer bepaald de jezuïten (tr.fr.)  Nous ne devons pas tomber dans l'idolâtrie  infantile dans laquelle tombe tant de catholiques, et plus précisément les jésuites. Il pense qu'il faut toujours tenir à la monarchie, mais que celui qui est actuellement sur le trône l'a gravement compromise. il estime aussi que la Constitution devra être respectée : dans le cas contraire on irait à la guerre civile. Mais Charles du Bus de Warnaffe réplique :  Suprema lex, salus populi ; Wat mij betreft, ik maak alle voorbehoud bij de grondwet. Ik beschouw me niet meer door haar gebonden. (tr. fr.)Suprema lex, salus populi. En ce qui me concerne, j'exprime mes réserves à l'égard de la Constitution. Je ne me sens plus lié par elle. Tout dépendra des circonstances.  L'impression que Levaux confie à ses notes après la réunion, c'est que le Cardinal tient à la liberté pour l'Église mais n'a aucune objection si Léopold III la confisque pour le reste. En fait cette conversation est dominée par le précédent historique qu'on appelle parfois le Coup de Lophem, Albert Ier ayant décidé, en 1918 avec son gouvernement contre, au moins, la lettre de la Constitution, d'instaurer le suffrage universel pur et simple sans en référer au Parlement. Ce que, selon les auteurs L. Levaux craint c'est que l'on assiste à un nouveau coup de Lophem mais cette fois  in omgekeerde richting (tr.fr.) à l'envers  Pour Levaux (commenté ensuite par les auteurs): 
«  De koning heeft België niet gemaakt. Het is België dat Koning heeft gemaakt. Vooruit constitutioneel oogpunt een uitermate juiste overweging. (tr.fr.) Le roi n'a pas fait la Belgique. C'est la Belgique qui a fait le roi. Ce qui d'un point de vue constitutionnel est une remarque profondément exacte. »

## L'Union démocratique belgeetForces nouvelles
La Libération venue, Léopold Levaux fonde le périodique Forces nouvelles avec des gens comme Maurice Piron, Élie Baussart (avec lequel il s'est réconcilié), Jean Mottard, Désiré Denuit Albert Delpérée, Arsène Soreil. Le premier objectif de l'hebdomadaire puis du parti c'est de déconfessionnaliser la vie politique en créant un parti proche du monde chrétien mais déconfessionnalisé : l'Union démocratique belge. Le deuxième c'est l'abdication de Léopold III. Le troisième, c'est la formation de la conscience wallonne dans l'optique des intérêts économiques wallons menacés. Léopold Levaux fait d'ailleurs partie des personnes qui préparent le Congrès national wallon et, dans le monde chrétien, il se retrouve sur la même longueur d'onde que Robert Royer qui vient de créer Rénovation wallonne. Lors du Congrès national wallon, il en appelle à l'unanimité autour de la proposition de Fernand Dehousse soit le fédéralisme ou encore l' autonomie complète de la Wallonie. L'UDB est un échec. Forces nouvelles doit aussi arrêter de paraître (ses positions sur la Question royale lui ont valu bien des désabonnements) et la proposition de révision de la Constitution, bien que soutenue par la majorité des parlementaires wallons, n'est pas prise en considération par le reste du Parlement. En 1949, Léopold Levaux quitte les organisations qui préparent les Congrès nationaux wallons, à la fois pour des raisons personnelles et de principe.